# Lamrim
Lamrim (tyb. Lam Rim – stopnie ścieżki) – jest żywą tradycją nauk i technik medytacyjnych buddyzmu tybetańskiego, szczególnie w szkole gelug. Nauki te są stopniową ścieżką do oświecenia i pozwalają ostatecznie na całościowe zrozumienie i urzeczywistnienie buddyzmu, pomagając krok po kroku każdemu praktykującemu, stosownie do poziomu jego rozwoju, zdolności i możliwości.
Cztery pożytki ze studiowania Stopniowej Ścieżki do Oświecenia (Lamrim):
1. zrozumienie, że nie ma sprzeczności pomiędzy różnymi naukami Buddy,
2. świadomość, że wszystkie teksty to dogłębne porady i że nie ma sprzeczności pomiędzy znaczeniem tych tekstów a ich praktyką oraz że jest stopniowy postęp w jak najbardziej efektywny sposób (poprzez Hinajaną, Mahajanę i Wadżrajanę, do całkowitego Oświecenia, i we właściwym porządku, stosownie do możliwości, zdolności i zrozumienia praktykującego, który prowadzi go odpowiednio do kolejnego szczęśliwego odrodzenia, wyzwolenia od cierpienia, bądź Całkowitego Oświecenia),
3. łatwe zrozumienie doniosłości trzech aspektów nauki Buddy: (1) wyrzeczenia od Samsary (Błędnego Koła odradzania się w Świecie Cierpień), (2) Bodhiczitta, miłująca dobroć dla pożytku wszystkich istot, (3) właściwe zrozumienie natury rzeczywistości (tzn. „pustości” od inherentnej, wrodzonej, niezależnej egzystencji (sanskryt. Sunjata)),
4. ponadto ochrania od popadnięcia w wielką otchłań błędów odrzucenia (tzn. braku szacunku i porzucenia poszczególnych nauk Buddy).

Rozkwit Lamrimu, czyli kompleksowych nauk o buddyzmie, nastąpił w Tybecie w okresie drugiego odrodzenia nauk Buddy w XI wieku, za sprawą hinduskiego mistrza Atisza i rozwoju szkoły Kadampa. Atisza dzięki temu rozwiązał wiele istniejących ówcześnie wątpliwości i problemów zagrażających buddyzmowi, a związanych z tym, czy Wadżrajanę traktować jako oddzielny od Sutr i od Mahajany pojazd. Później dzięki Gampopie Lamrim został włączony do przekazu szkół Kagju. Dzie Tsongkhapa uczynił go rdzeniem swoich nauk, które obecnie istnieją w szkole Gelug. W szkole Ningma Lamrim znany jest m.in. z nauk Patrula Rinpoczego „Nauki Mistrza Samantabhadry”. W szkole Sakja nauki te również są nauczane w ramach kompleksowego systemu Lamdre.